# أودو شوتس
أودو شوتس (بالألمانية: Udo Schütz)‏ هو سائق سيارة سباق ورائد أعمال ألماني، ولد في 1937 في زلترز في ألمانيا.